# Монстри на канікулах
«Готель Трансильванія» (англ. Hotel Transylvania) — американський комедійний анімаційний мультфільм, створений студією Sony Pictures Animation і виданий Columbia Pictures у 2012 році. Режисером мультфільму виступив Геннадій Тартаковський, а продюсером Мішель Мурдока. Фільм озвучували Адам Сендлер, Енді Семберґ, Селена Ґомес, Кевін Джеймс, Френ Дрешер, Стів Бушемі, Девід Спейд.
Фільм розповідає історію графа Дракули, власника готелю під назвою Готель Трансильванія, де монстри зі всього світу можуть відпочити від людської цивілізації. Дракула запрошує деяких з найвідоміших монстрів, щоб відсвяткувати 118-й день народження своєї дочки Мейвіс. Коли «заборонений для людей готель» несподівано відвідав звичайний 21-річний мандрівник на ім'я Джонатан, Дракула має захистити Мейвіс від закоханості з ним, перш ніж гості дізнаються, що є людина в замку, яка може поставити під загрозу майбутнє готелю і його кар'єру.
Фільм вийшов 28 вересня 2012 року і був зустрінутий змішаними відгуками критиків, в той час як глядачі оцінили мультфільм в цілому вельми прихильно. Незважаючи на змішані відгуки, «Монстри на канікулах» встановив новий рекорд за касовими зборами в вересні 2012 року, заробивши в цілому $358 мільйонів при бюджеті в $85 мільйонів. Фільм був номінований на премію Золотий глобус за кращий анімаційний фільм.

## Сюжет

Граф Дракула та Джонні

В період після смерті його дружини Марти, граф Дракула (Адам Сендлер) проєктує і будує масивний п'ятизірковий готель, для того, щоб виростити його дочку Мейвіс (Селена Ґомес) і захищати монстрів від людей. Знамениті монстри, такі як Франкенштейн (Кевін Джеймс) і його дружина Юніс (Френ Дрешер), Вовчик Вейн і його Ванда (Стів Бушемі і Молоді Шаннмонн), і їх величезна зграя вовченят, Неведимець Ґріфін (Девід Спейд), і Мумія Мюрей (Cee Lo Green) часто приходять, щоб залишитися в безпечному готелі, який захищає монстрів від людей.
На сто вісімнадцятий день народження Мейвіс, Дракула дозволяє своїй дочці покинути замок, щоб досліджувати людський світ. Проте, він наказує збудувати штучне село, та замаскувати зомбі під людей. Таким чином він хоче викликати у Мейвіс огиду до людей. План спрацьовує, але зомбі випадково заманили людину, 21-річного Джонатана (Енді Семберґ) в готель. Дракула старається відчайдушно приховувати його від гостей, представляючи його як Джонні-штейн, себто далекий родич Франкенштейна у 18 коліні. Джонні імпровізував, назвавши себе планувальником свята. І він почав робити свято веселішим. Джонні швидко сподобався іншим монстрам, і у нього закохалася Мейвіс. Зрештою, навіть Дракулі почав подобатися Джонні.
На жаль, Квазімодо (Джон Ловітц) дізнається, що Джонні людина і викрадає, щоб приготувати його. Проте, Граф Дракула втручається і заморожує Квасімодо, щоб нікому не говорив про Джонні. Зрештою, день народження проходить, і це був успіх, Мейвіс і Джонатан поцілувалися. Але роздратований через поцілунок Дракула спересердя розказує про обман із несправжнім селом. Все стає ще гірше, коли шеф-кухар Квазімодо виривається з заклинань, перериває вечірку, і розкриває правду про Джонатана. Навіть коли всі монстри були обурені, Мейвіс висловлює своє бажання бути з Джонатаном, хоча він є людиною. У свою чергу, Джонатан відчуває себе зобов'язаним відмовитися від Мейвіс заради її батька і покидає готель.
Виявивши, що між Мейвіс і Джонні був «Дзинь», Дракулі вдається переконати монстрів, щоб ті допомогли йому знайти і возз'єднати їх. І вони дізнаються, що він збирається сісти на літак з Трансільванії найближчим часом. Вони направляються в аеропорт і натрапляють на Фестиваль Монстрів по дорозі. Дракула і компанія приголомшені, побачивши людей, що святкують Хеллоуїн. Щоб розчистити шлях, Франкенштейн намагається налякати людей, але бачить, що вони радо вітають їх, і навіть забезпечують затінений маршрут через місто для Дракули, щоб пройти на максимальній швидкості.
Тим не менш, Дракула вважає, що він запізнився, літак Джонатана злетів. При відсутності альтернативи, Дракула відчайдушно летить після цього серед білого дня, незважаючи на біль від сонця. З великими труднощами Дракулі вдається наздогнати літак. Він гіпнотизує одного з пілотів, щоб вибачитися і сказати Джонатану, що він хоче його повернути, щоб той був з його дочкою. Джонатан приймає вибачення Дракули.
Дракула повертає Джонатана до Мейвіс, який говорить їй, що вона його кохає і немає причини, чому він повинен був відмовити їй. Дракула дає своє благословення на їхні відносини, Джонатан і Мейвіс цілуються. У готелю є привід, щоб відсвяткувати, перш ніж Джонатан і Мейвіс вирушать у подорож.

## У ролях

Головні герої фільму (зліва направо): Неведимець, Мюрей, Ванда, Вейн, Франкенштейн, Мейвіс

| Персонаж     | Озвучення (оригінал) | Український дубляж   |
| ------------ | -------------------- | -------------------- |
| Дракула      | Адам Сендлер         | Юрій Ребрик          |
| Джонатан     | Енді Семберґ         | Іван Дорн            |
| Мейвіс       | Селена Гомес         | Анастасія Зіновенко  |
| Франкенштейн | Кевін Джеймс         | Максим Кондратюк     |
| Юніс         | Френ Дрешер          | Наталія Надірадзе    |
| Вейн         | Стів Бушемі          | Антін Мухарський     |
| Ванда        | Молі Шенон           | Леся Нікітюк         |
| Неведимець   | Девід Спейд          | Ярослав Чорненький   |
| Мюрей        | Cee Lo Green         | Назар Задніпровський |
| Квасімодо    | Джон Ловітц          | Андрій Альохін       |

### Інформація про український дубляж
Фільм дубльовано студією «Le Doyen» на замовлення компанії «B&H Film Distribution» у 2012 році.
- Перекладач і текст пісень — Олекса Негребецький

## Персонажі
- Граф Дракула — вампір, батько Мейвіс. Намагався утримати її в готелі, вважаючи, що світ людей небезпечний. Пізніше усвідомив свої помилки і повернув Джонатана в готель.
- Мейвіс — вампір, дочка Дракули. Дуже хотіла потрапити у великий світ, але батько обдурив її, змусивши повернутися.
- Джонатан — людина. Після того, як відбився від групи альпіністів, блукав по лісу. Побачивши палаючих зомбі, він потрапив в готель. Граф Дракула намагався виставити його, але не зміг цього зробити. Позиціонує себе, як сталкер.
- Мюррей (Мумія) — монстр з Єгипту. Непогано бринькає на гітарі, швидко освоїв рок-н-рол.
- Франкенштейн (Монстр Франкенштейна) — монстр. Дуже боїться пожеж і вогню загалом. Також добре грає на гітарі.
- Вейн — перевертень, чоловік Ванди. Грає на фортепіано, його годинник показує фази місяця.
- Ванда — перевертень, дружина Вейна. У них є кілька десятків щенят, але вони не можуть їх порахувати. На момент дії фільму була вагітна.
- Невидимець — збірний образ вченого з романів Герберта Уелса. Невидимий має проблеми із зором (носить окуляри), за власним зізнанням, подорожував в часі.
- Квазимодо — гоблін, кухар. За допомогою своєї щури Есмеральди дізнався, що серед монстрів з'явилася людина. Пізніше був знерухомлений Дракулою і залишився в такому стані до кінця мультфільму.

## Цікаві факти
- Адреса готелю: Румунія, Умбрія, вулиця трансильванських, будинок 666 (її можна побачити на зворотному боці путівників, які Дракула роздає гостям).
- Мікрофон на вечірці Мейвіс точнісінько такий, як і в короткометражному мультфільмі Товстуни, що отримав премію «Оскар». Sony Pictures Animation випустила короткометражку у 2002 році.
- За основу для створення об'єму зачіски Юніс була взята губка для миття посуду.
- Годинник Вейна насправді показує не час, а фази Місяця.
- Майлі Сайрус повинна була озвучити Мейвіс, але відмовилася, щоб зосередитися на інших проєктах, і її місце зайняла Селена Ґомес.
- Це перший художній фільм режисера Геннадія Тартаковського.
- Дата виходу фільму, 28 вересня — Всесвітній день боротьби зі сказом.
- Печера, в яку Мейвіс приводить Джонні, за формою нагадує обличчя з мюзиклу «Привид Опери».
- Серед прикрас на стіні кімнати Мейвіс є плакат, на якому дівчина дуже сильно нагадує Селену Ґомес, що озвучила Мейвіс.

## Сиквел
Геннадій Тартаковський прокоментував в жовтні 2012 року можливість створення продовження: «Всі говорять про це, але ми ще не почали писати сюжет, у нас є багато веселих ідей, які ми могли б реалізувати, наприклад подорож в реальний світ». Пізніше була названа дата виходу продовження мультфільму — 25 вересня 2015 року.
У листопаді 2015 року, компанія Sony Pictures Animation оголосила, що Монстри на канікулах 3 вийде 21 вересня 2018.

## Мультсеріал
Мультсеріал заснований на фільмі вийде прем'єрою на початку 2017 року, на каналі Disney Channel. Розроблений і вироблений Nelvana Limited, у співпраці з Sony Pictures Animation, серії триватимуть до першого фільму, зосередивши увагу на підліткові роки Мейвіс та її друзів у готелі Трансильванії.